# Фенье
Фенье́ (фр. Féniers) — коммуна во Франции, находится в регионе Лимузен. Департамент коммуны — Крёз. Входит в состав кантона Жантиу-Пижроль. Округ коммуны — Обюссон.
Код INSEE коммуны — 23080.

## Население
Население коммуны на 2010 год составляло 91 человек.
| 1962 | 1968 | 1975 | 1982 | 1990 | 1999 | 2010 |
| ---- | ---- | ---- | ---- | ---- | ---- | ---- |
| 162  | 136  | 128  | 110  | 105  | 93   | 91   |

## Экономика
В 2010 году среди 54 человек трудоспособного возраста (15—64 лет) 39 были экономически активными, 15 — неактивными (показатель активности — 72,2 %, в 1999 году было 76,8 %). Из 39 активных жителей работали 38 человек (18 мужчин и 20 женщин), безработным был 1 мужчина. Среди 15 неактивных 2 человека были учениками или студентами, 11 — пенсионерами, 2 были неактивными по другим причинам.